# فریدون سحابی
فریدون سحابی(۱۳۱۶) استاد دانشگاه، نویسنده، مترجم، فعال سیاسی و اولین رئیس سازمان انرژی اتمی بعد از انقلاب بود. او سومین فرزند یدالله سحابی (از بنیانگذاران نهضت آزادی و برادر عزت‌الله سحابی (رئیس شورای ملی مذهبی) است.

## تحصیلات
سحابی دارای مدرک دکترا در رشته زمین‌شناسی و اکتشاف نفت از دانشگاه لندن است. او بعد از پایان تحصیلات به ایران آمده و به عضویت هیئت علمی دانشگاه تهران انتخاب شد.

## فعالیت‌های سیاسی و اداری
فریدون سحابی عضو شورای دانشگاه تهران جبهه ملی ایران در آغاز دهه چهل و سپس نهضت آزادی بود و در کنفدراسیون دانشجویان در اروپا فعالیت می‌کرد. او در سال ۱۳۵۸ در کنگره نهضت آزادی به عضویت در شورای مرکزی انتخاب شد فریدون سحابی جزء ۱۳ نفری بود که در سال ۱۳۵۸ از نهضت آزادی جدا شد.
او در آستانه پیروزی انقلاب عضو کمیته استقبال از امام خمینی را داشته و پس از انقلاب ۱۳۵۷ به سمت معاون وزیر نیرو در امور انرژی و سرپرستی سازمان انرژی اتمی ایران در دولت موقت انتخاب شد. ریاست او بر سازمان انرژی اتمی تا سال ۱۳۶۰ ادامه داشت اما تا سال ۶۵ در سمت معاون وزیر نیرو حضور داشت. فریدون سحابی بیانیه پیروزی انقلاب را در۲۲ بهمن ۱۳۵۷ در رادیو خواند.

## تالیفات[۸]
۱- کتاب زمین‌شناسی نفت- ۱۳۹۱- دانشگاه تهران- شابک: ۵ -۳۷۹۰-۰۳-۹۶۴-۹۷۸ - چاپ هشتم
۲-سنگ‌شناسی رسوبی-۱۳۸۷- دانشگاه تهران- شابک: ۹۷۸۹۶۴۰۳۵۴۴۷۶ - چاپ پنجم